# Quintus Tullius Cicero
Quintus Tullius Cicero (ca. 103 v.Chr. - 43 v.Chr.) was een jongere broer van de beroemde redenaar Marcus Tullius Cicero.
In 54-53 v.Chr. diende hij als legaat onder Caesar in de Gallische Oorlog. Toen zijn legioen in Nervië in huidig België in winterkwartier lag, werd het aangevallen door een coalitie van Eburonen, Atuatuci, Nerviërs en een aantal kleinere Gallische en Germaanse stammen. Quintus Tullius liet zich echter - in tegenstelling tot Sabinus en Cotta vóór hem - niet uit zijn versterkte kamp lokken. Zijn troepen hadden grote moeite om de woeste aanvallen van de Galliërs af te slaan, maar hielden stand tot ze door Caesar werden ontzet.
Later, na de moord op Caesar, zou Quintus Tullius door Marcus Antonius net als zijn beroemdere broer gerekend worden tot de sympathisanten met de moordenaars van Caesar, zodat hij op de proscriptielijst kwam. In het jaar 43 v.Chr. werd ook hij op last van Marcus Antonius vermoord.
Quintus Tullius Cicero schreef hoogst waarschijnlijk de Commentariolum petitionis, met tips aan zijn broer Marcus voor de consulaire verkiezingscampagne van 64 v.Chr. Ook een brief van hem aan Marcus en drie aan diens secretaris Tiro zijn bewaard uit de periode 53-44 v.Chr. In omgekeerde richting zijn brieven van Marcus aan Quintus overgeleverd.

## In Nederlandse vertaling
- Hoe je verkiezingen wint. Romeins handboek voor een effectieve verkiezingscampagne, vert. Rogier van der Wal, 2017. ISBN 9789491693649